# 让·圣福尔·帕亚尔
让·圣福尔·帕亚尔（法語：Jean Saint-Fort Paillard，1913年8月4日—1990年1月16日），法国男子马术运动员。他曾代表法国参加1948年、1952年和1956年夏季奥林匹克运动会马术比赛，其中1948年奥运会获得一枚金牌。